# Nannestad
Nannestad és un municipi situat al comtat d'Akershus, Noruega. Té 12.267 habitants (2016) i té una superfície de 341 km². El centre administratiu del municipi és el poble de Teigebyen.